# Hoshi Sato
„Hoshi Sato” este un personaj fictiv din serialul TV Star Trek: Enterprise din franciza Star Trek. 
Este interpretat de Linda Park.
Sato este ofițerul de comunicații al navei și un geniu în lingvistică. Capabilă să învețe limbi extraterestre extrem de repede, Hoshi servește drept interpret între echipajul navei Enterprise și noile specii extraterestre pe care la întâlnesc, chiar și după introducerea Translatorului Universal. La început, prezența ei pe navă îi provoacă anxietate, dar frecventele întâlniri cu situații periculoase o călesc și o fac să conștientizeze valoarea ei ca membru al echipajului.